# 石和事件
石和事件（いさわじけん）は、1953年（昭和28年）2月6日に、山梨県東八代郡石和町（現：笛吹市）にて発生した保護責任者遺棄致死事件と、それに伴った冤罪事件である。

## 概要
1953年2月6日夕方、石和町に住む男性Aのもとに、従甥のB（当時25歳）が衰弱した老人を自転車の荷台に乗せて現れ、老人をA宅に置いたまま立ち去った。老人はAの実弟で知的障害者のC（当時65歳）だったが、Cは極度の栄養失調状態にあり、全身に擦過傷があった。特に右足の傷はひどく、Bが地面を引きずりながら運んだせいで親指の骨が露出していた。Aとその家族はCを介抱したが、Cは翌朝までに死亡した。
Bは山梨県警察による取り調べに対して、Cを数年前から自宅の農場で作男として手伝わせ納屋で寝泊まりさせていたが、1月末からCの体調が衰えはじめたのでA宅へ遺棄したと供述。さらにCを自転車で運ぶ際、通行人からCの足が地面に擦っていることを注意されたにもかかわらずそれを無視したことも認めた。しかしBはほどなく釈放された。
一方、同時期に取調べを受けていたAが、Cの額を煙管で数回強打し脳震盪を起こし死亡させたと自供し、起訴された。

## 裁判
甲府地裁刑事第一部での一審でAは自供を撤回。弁護側が東大法医学教室の上野正吉教授に依頼した再鑑定でも、遺体の傷は煙管によるものではないと結論された。しかし、小田切幸次郎裁判長は1955年12月2日、傷害致死は成立せずとも殴ったことは自供から明らかである、として暴行罪で懲役2か月（執行猶予1年）の有罪判決をAに言い渡した。
弁護側はただちに控訴し、1956年11月6日に東京高裁刑事第八部の谷中薫裁判長は、証拠不十分でAに無罪を言い渡した。検察側は上告せず、無罪が確定した。